# Salmorreta
La salmorreta —o samorreta— es una salsa típica de la gastronomía de la provincia de Alicante. Está generalmente compuesta de ñora, ajo, tomate —en Alicante se emplean los famosos de Muchamiel— y aceite de oliva, aunque hay variantes que además pueden incluir perejil, pimienta, azafrán, zumo de limón o vinagre. Estos ingredientes se suelen preparar en un sofrito, finalmente se pican sus ingredientes hasta que logran adquirir una consistencia de salsa. Es empleada frecuentemente en los platos de arroz alicantino, especialmente en aquellos en los que se incluye como ingrediente pescados o marisco, como es el arroz a banda.